# Sentinelles Silencioses

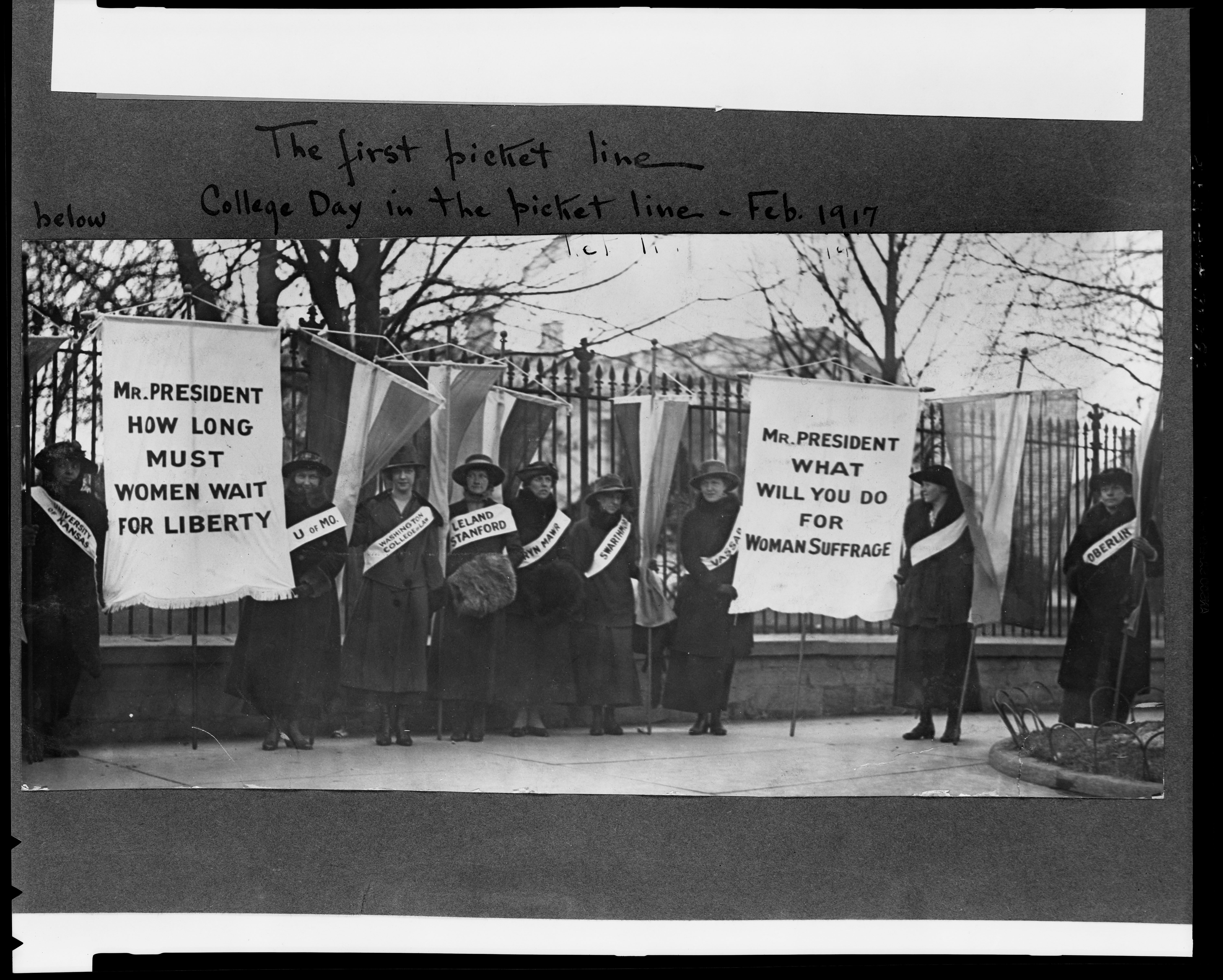
Les Sentinelles Silencioses fent piquets a la Casa Blanca

Les Sentinelles Silencioses o Silent Sentinels fou un grup de dones a favor del sufragi femení organitzat per Alice Paul i el Partit Nacional de les Dones. Protestaren enfront de la Casa Blanca durant la presidència de Woodrow Wilson, a partir del 10 de gener del 1917. Les Sentinelles Silencioses començaren les protestes després d'una reunió amb el president el 9 de gener del 1917, durant la qual els va dir que "conjurassen l'opinió pública a favor del sufragi femení". Les manifestants feren un recordatori constant a Wilson de la seua manca de suport al sufragi. Al principi foren tolerades, però més tard les arrestaren sota càrrecs d'obstrucció del trànsit. Al principi protestaven a les portes de la Casa Blanca i més tard a la Plaça Lafayette fins al 4 de juny del 1919, quan la Dinovena Esmena a la Constitució dels Estats Units s'aprovà en la Cambra de Representants i en el Senat.
El nom Sentinelles Silencioses prové de la seua protesta silenciosa. L'ús del silenci com a forma de protesta fou una nova estratègia de principis, de protesta.
Al llarg d'aquests dos anys i mig, moltes de les quasi 2.000 dones que formaren part dels piquets foren assetjades, arrestades i maltractades per les autoritats, incloent-hi la tortura i l'abús que se'ls infligí abans i durant la Nit de Terror del 14 de novembre del 1917.

## Rerefons
Les protestes dels Sentinelles Silencioses les organitzà el Partit Nacional de les Dones (NWP), que militava pel sufragi femení. El NWP fou fundat com la Unió del Congrés per al Sufragi de les Dones (CUWS) al 1913 per Alice Paul i Lucy Burns després d'organitzar la desfilada de l'Associació Nacional Americana del Sufragi Femení (NAWSA) a Washington, DC, al març del 1913. El CUWS adoptà un enfocament militant del sufragi femení i se separà de la més moderada NAWSA; només va durar tres anys fins que es fusionà amb el Partit de les Dones per a formar el Partit Nacional de les Dones. Aquest es vantava de tenir menys membres que l'Associació Nacional de Sufragi de la Dona Americana (que tenia 50.000 membres pels 2 milions de la NAWSA), perquè les seues tàctiques eren més cridaneres i aprofitaven més la cobertura dels mitjans de comunicació. Els membres del NWP són coneguts sobretot pels piquets a la Casa Blanca i fer vagues de fam a la presó o al treball.

## The Suffragist
The Suffragist era el butlletí setmanal del Partit Nacional de les Dones, i va actuar com una veu per a les Sentinelles Silencioses: entrevistes amb els manifestants, informes sobre la (no) reacció del president Woodrow Wilson... Mentre les Sentinelles eren empresonades, alguns membres van escriure sobre les seues experiències i després foren publicades en The Suffragist. "Encara que The Suffragist estava destinat a la circulació massiva, la subscripció arribà a poc més de 20.000 exemplars al 1917. La majoria dels exemplars s'enviaven a membres del partit, anunciants, seus de sucursals i organitzadors del NWP, la qual cosa suggereix que els mateixos sufragistes eren un públic clau de la publicació".

## Pancartes

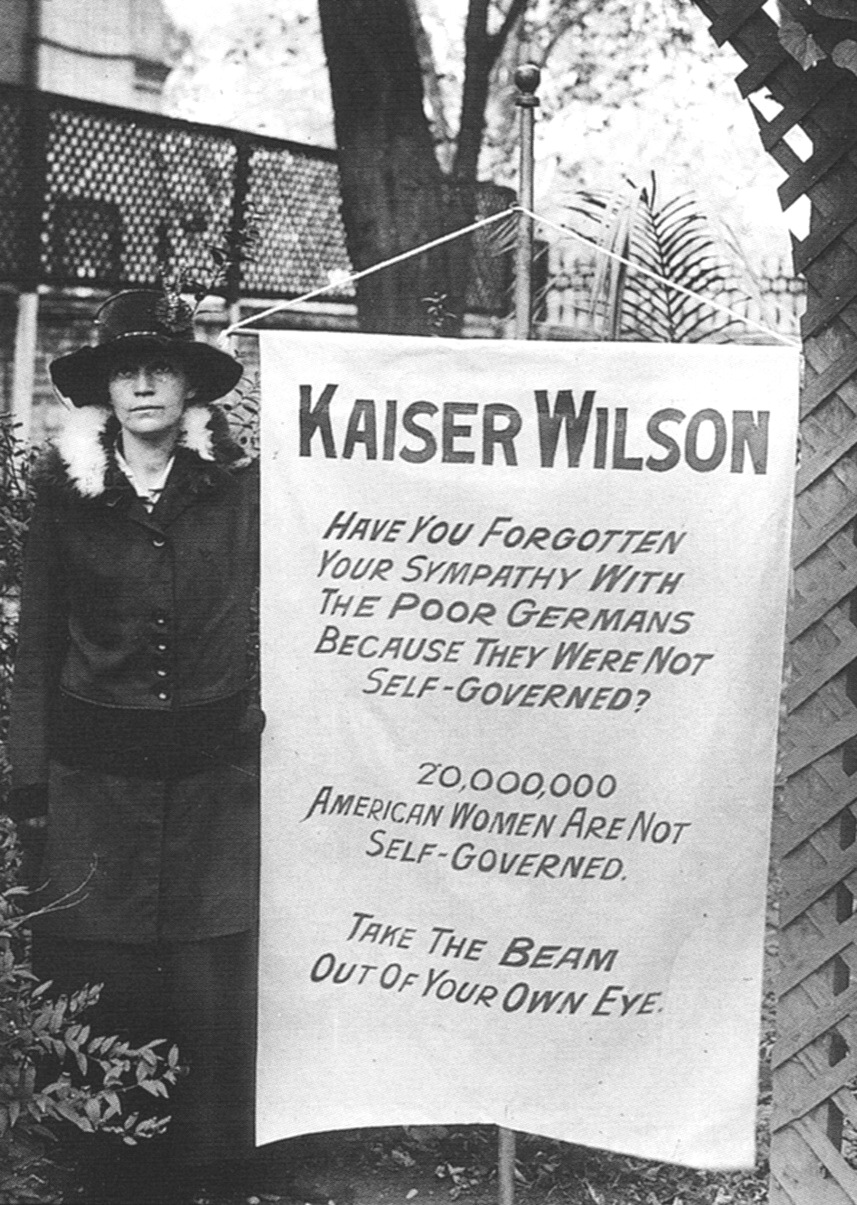
Una sentinella amb una pancarta

Aquests són alguns exemples de pancartes:
| « | "Mr. President, what will you do for woman suffrage?" "Mr. President, how long must women wait for liberty?" "We shall fight for the things which we have always carried nearest our hearts—for democracy, for the right of those who submit to authority to have a voice in their own governments." | "Sr. president, ¿què farà pel sufragi femení?" "Sr. president, ¿quant de temps hauran d'esperar les dones per ser lliures?" "Lluitarem pel que sempre hem dut més a prop del cor: per la democràcia, pel dret dels que se sotmeten a l'autoritat, a tenir veu en els seus governs." | » |

## Acolliment
La resposta del públic a les Sentinelles Silencioses fou variada.
Algunes persones aprovaven de tot cor el seu treball. Els homes i dones de l'entorn de la Casa Blanca recolzaven les Sentinelles portant-los begudes calentes. A vegades, hi havia dones que ajudaven a sostenir les pancartes. D'altres escrigueren cartes lloant les Sentinelles en The Suffragist o donaven diners.
D'altra banda, alguns en desaprovaven les protestes, com ara els sufragistes més moderats. Per exemple, Carrie Chapman Catt -dirigent de l'Associació Nacional Americana del Sufragi Femení- creia que la millor manera de fer realitat el sufragi femení era obtenir el vot a través dels estats individuals primer, sobre els quals les dones podien votar per una majoria pro sufragi en el Congrés. Fins a finals del 1915, s'oposà a una esmena nacional per a concedir el sufragi femení, com va fer el NWP. Els membres de l'Associació Nacional de Sufragi Femení temien que els piquets creassen una reacció violenta per part dels votants masculins.
Hi hagué enfrontaments d'antisufragistes contra les Sentinelles Silencioses, a vegades amb violència (que augmentà després de l'entrada dels Estats Units en la Primera Guerra Mundial), per exemple destrossant-los les banderes, o les pancartes més provocatives, com les que anomenaven a Woodrow Wilson "Kaiser Wilson". El New York Times anomenà les protestes "silencioses, ximples i ofensives". Alguns homes els insultaven o els llençaven fruita podrida.
Al principi el president Wilson no fou receptiu a la protesta de les dones. En alguns moments fins i tot divertit inclinava el barret i somreia. Es va dir que en un moment donat Wilson fins i tot les convidà a prendre un café; les dones s'hi negaren. En altres moments, ignorà totalment les protestes, com quan les Sentinelles van protestar el dia de la seua segona cerimònia d'inauguració. A mesura que el públic va prendre consciència, l'opinió de Wilson començà a canviar. Tot i que li continuaven desagradant, començà a reconéixer-les com un grup que li plantejava seriosament un problema.

## Occoquan Workhouse i la Nit del Terror

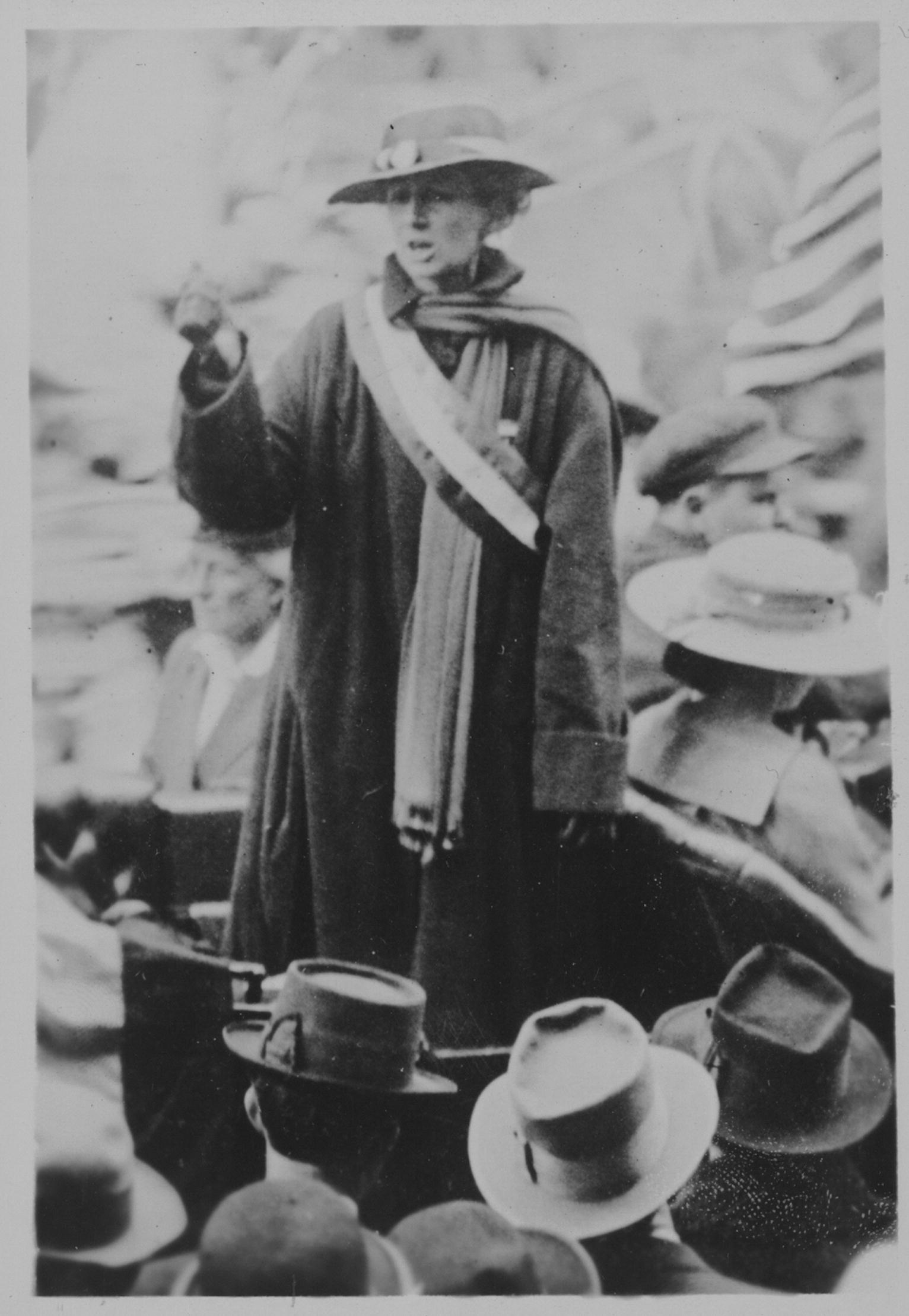
Florence Bayard Hilles, presidenta de la branca de Delaware del NWP i membre del comitè executiu nacional, fou arrestada durant un piquet a la Casa Blanca el 13 de juliol del 1917 i sentenciada a 60 dies a Occoquan Workhouse. Fou perdonada pel president Wilson després de complir tres dies de condemna

El 22 de juny del 1917, la policia arrestà Lucy Burns i Katherine Morey per obstrucció del trànsit, perquè portaven una pancarta amb una cita del discurs de Wilson al Congrés: "Lluitarem per les coses que sempre hem dut més prop del nostre cor, per la democràcia, pel dret d'aquells que se sotmeten a l'autoritat de tenir una veu en els seus propis governs." El 25 de juny, 12 dones foren arrestades: Mabel Vernon i Annie Arniel de Delaware, de nou per obstrucció de trànsit. Les sentenciades a tres dies de presó o a pagar una multa de 10 dòlars. Triaren la presó perquè volien mostrar el seu compromís amb la causa i la seua voluntat de sacrificar els seus cossos físics. El 14 de juliol, 16 dones, entre elles Florence Bayard Hilles, Alison Turnbull Hopkins i Elizabeth Selden Rogers (de la políticament poderosa família Baldwin, Hoar i Sherman) foren arrestades i sentenciades a 60 dies de presó o a pagar una multa de 25 dòlars. Una altra vegada triaren la presó. Lucy Burns argumentà que les dones havien de ser tractades com a presoneres polítiques, però aquesta designació mai s'havia utilitzat a Amèrica.
Quan el nombre de dones arrestades superà els recursos de la presó del Districte de Colúmbia, dugueren les presoneres a l'asil Occoquan de Virgínia (ara el Complex Correccional de Lorton). Una vegada allí, se'ls va demanar que ho deixassen tot tret de la roba. Després els ordenaren despullar-se i dutxar-se. Només hi havia una pastilla de sabó disponible perquè tots els de l'asil la usassen, així que totes les sufragistes es negaren a usar-la. Després els donaren roba de presó, bruta i incòmoda i les portaren a sopar, un àpat agre i desagradable.
Les condicions de la presó del Districte i de l'asil de Occoquan eren insalubres i insegures. Les presoneres havien de compartir cel·les i moltes altres coses amb qui tenia sífilis, i hi havia cucs en el menjar.
Després d'un debat, la Cambra de Representants creà un comité per a tractar el sufragi femení al setembre del 1917. El representant de Massachusetts s'oposà a la creació del comité, dient que la Cambra estava cedint "als reganys dels àngels de mandíbula de ferro". Es referí a les Sentinelles Silencioses com a "criatures desconcertades i il·luses amb faldilles i cabells curts".
Com les sufragistes continuaven protestant, les penes de presó s'allargaven. Finalment, la policia arrestà Alice Paul el 20 d'octubre del 1917, amb una pancarta amb una cita de Wilson: "Ha arribat el moment de conquistar o sotmetre's, per a nosaltres només pot haver-hi una opció. I nosaltres n'hem pres la nostra". Va ser sentenciada a set mesos de presó. Paul i altres anaren a parar a la presó del Districte i altres de nou a l'asil Occoquan. Paul fou confinada en solitari dues setmanes, sense menjar excepte pa i aigua. Es va afeblir i no podia caminar; la dugueren a l'hospital de la presó. Allí, començà una vaga de fam, i altres se li van unir.
En resposta a la vaga de fam, els metges de la presó obligaren les dones a alimentar-se posant-los tubs en la gola. Moltes dones acabaven vomitant. Un metge va informar que Alice Paul tenia "l'esperit de Joana d'Arc, i és inútil tractar de canviar-lo. Morirà abans que donar-se per vençuda."
La nit del 14 de novembre del 1917, coneguda com la "Nit del Terror", el superintendent de l'asil Occoquan ordenà als quaranta guàrdies que brutalitzassen les sufragistes. Colpejaren a Lucy Burns, li van encadenar les mans als barrots de la cel·la sobre el cap i la hi van deixar tota la nit. Llançaren a Dora Lewis a una cel·la fosca i li aixafaren el cap contra un llit de ferro, la qual cosa la deixà inconscient. La seua companya de cel·la, Alice Cosu, que creia que Lewis havia mort, va sofrir un atac de cor. Dorothy Day, que més tard cofundaria el Moviment del Treballador Catòlic, fou colpejada repetidament sobre la part posterior d'un banc de ferro. Els guàrdies agafaven, arrossegaven, colpejaven, asfixiaven, pessigaven i trepitjaven altres dones.
Els diaris van publicar històries sobre com es tractava les manifestants, i es creà un estat d'opinió a favor de l'esmena del sufragi. El 27 i 28 de novembre, totes les manifestants foren alliberades, incloent-hi Alice Paul, que havia passat cinc setmanes a la presó. Més tard, al març del 1918, el Tribunal d'Apel·lacions anul·là sis condemnes de sufragistes. El tribunal sostenia que la informació en què es basaven les condemnes de les dones era massa vaga.

## Decisió
El 9 de gener del 1918, Wilson anuncià el seu suport a l'esmena del sufragi femení. L'endemà, la Cambra de Representants aprovà l'esmena per poc, però el Senat es negà a debatre-la fins a l'octubre. Quan el Senat la votà, fracassà per dos vots. I malgrat la fallada de la Cort d'Apel·lacions els arrestos de les manifestants de la Casa Blanca es van reprendre el 6 d'agost del 1918.
Per a continuar pressionant, el 16 de desembre del 1918, els manifestants cremaren papers amb les paraules de Wilson en fogueres davant la Casa Blanca, i el 9 de febrer del 1919 cremaren la imatge de Wilson.
El Partit Nacional de les Dones, dirigit per Paul, instava als ciutadans a votar contra els senadors antisufragistes de les eleccions de la tardor del 1918. Després d'aquestes eleccions, la majoria dels membres del Congrés estaven a favor del sufragi. El 21 de maig del 1919, la Cambra de Representants n'aprovà l'esmena, i el 4 de juny, el Senat la va seguir. Amb el treball realitzat en el Congrés, els manifestants se centraren que els estats ratificassen l'esmena.
La 19 esmena es ratificà el 26 d'agost del 1920, poc després de la ratificació de Tennessee, el trenta-sisé estat a fer-ho.

## Cultura popular
La vigília de les Sentinelles Silencioses fou una part important de la pel·lícula del 2004 Iron Jawed Angels, que relata la història del Partit Nacional de les Dones, d'Alice Paul, Lucy Burns i altres membres del Moviment del Sufragi de les Dones.